# Smokey Gaines
David Gaines, detto Smokey (Detroit, 27 febbraio 1942 – Memphis, 5 settembre 2020), è stato un cestista e allenatore di pallacanestro statunitense, professionista nella ABA.